# Мавзолей Мулло Мир
Мавзолей Мулло Мир(узб. Mullo Mir maqbarasi)(мавзолей Хаким Мулло Мир, мавзолей Хоки Мулло Мир) — памятник архитектуры в деревне Хокимулламир Ромитанском районе Бухарской области Узбекистана, построенный в XVI веке. Представляет собой мавзолей Амира Хусайна Муллы Мира, рядом с которым был построен монастырь. Сам Амир Хусайн Мулла Мир умер в 1597 году и был тут похоронен. В мавзолее Мулло Мир находится ритуальное здание и комната. Само здание представляет собой архитектурный комплекс. Дом состоит из фронтона, широкого фасада, купола в центре и крыльца. Площадь здания составляет 26 метров. В доме есть гостевые комнаты и двухэтажные помещения. Помещение имеет прямоугольную форму, ширина главного фасада вместе с угловыми башнями составляет 20 м, а высота - 17 м. Кроме того, перед домом расположено общественное помещение, перекрытое куполом.
Фасадные стены мавзолея отделаны полированным кирпичом и отделаны ганчевой смесью. Окна закрыты шпингалетами, а купол имеет решетчатые купола. Внук муллы Мир Мирхонда, Ходжагон является одним из представителей ордена Накшбанди. В XVI веке в Бухарском ханстве развиваются учения тариката и суфизма, и в этот период творит Мулла Мир. В народе он известен как Мир Хазрат Эшан и причислен к лику святых. Могила Мулло Мира находится в восточной части помещения. На хазире находится камень со стихами из Священного Корана и информацией о генеалогии.